# 布罗尼亚尔
布罗尼亚尔（法語：Brognard，法語發音：[bʁɔɲaʁ]）是法国杜省的一个市镇，位于该省东北部，属于蒙贝利亚尔区。

## 地理
布罗尼亚尔（47°31'48"N, 6°51'51"E）面积2.9 平方千米，位于法国勃艮第-弗朗什-孔泰大區杜省，该省份为法国东部内陆省份，北起上索恩省，西接汝拉省，东部及东南部与瑞士接壤，东北部与贝尔福地区省接壤。
与布罗尼亚尔接壤的市镇（或旧市镇、城区）包括：当伯努瓦、诺迈、旧沙尔蒙。

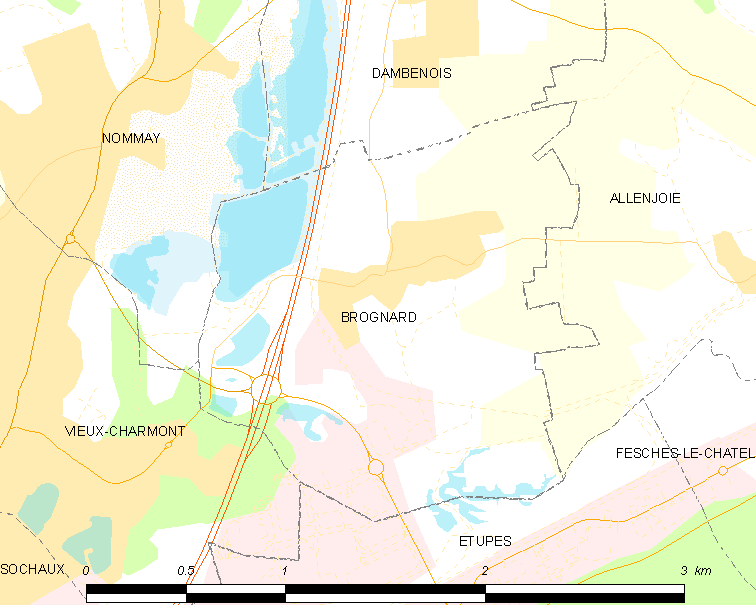
布罗尼亚尔的OSM定位图

布罗尼亚尔的时区为UTC+01:00、UTC+02:00（夏令时）。

## 行政
布罗尼亚尔的邮政编码为25600，INSEE市镇编码为25097。

## 政治
布罗尼亚尔所属的省级选区为伯通库尔县。

## 人口

1962-2008年间布罗尼亚尔人口变化图示

布罗尼亚尔于2022年1月1日时的人口数量为477人。